# Schaffhausen Institute of Technology
Schaffhausen Institute of Technology, abgekürzt SIT, ist ein privates gemeinnütziges Institut in der Schweiz, das 2019 vom Unternehmer Serguei Beloussov gegründet wurde. Seit 2022 tritt es unter dem Namen Constructor Group auf.

## Geschichte
Das Institut hat seinen Schwerpunkt auf Informatik, Physik und digitaler Transformation. Partner sind die Carnegie Mellon University und die School of Computing der National University of Singapore.
Die Entwicklung des Instituts wurde vom Kanton Schaffhausen mit 3 Millionen Schweizer Franken gefördert.
Die akademische Ausrichtung wird vom Physik-Nobelpreisträger 2010 Konstantin Novoselov geleitet.
2021 wurde das SIT der Hauptanteilseigner der privaten Jacobs University in Bremen, die 2022 in Constructor University umbenannt wurde.
2022 änderte das SIT seinen Namen in Constructor Group.

## Weitere Persönlichkeiten
Das SIT wird von Wissenschaftlern und Forschern geführt.
- Konstantin Novoselov (* 1974), Vorsitzender des SIT Strategic Advisory Board
- Mikhail Lukin (* 1971)
- Artur Ekert (* 1961)
- Nicolas Gisin (* 1952)
- Rino Rappuoli (* 1952)
- Bertrand Meyer (* 1950), Lehrstuhl für Software Engineering